# Cnoty kardynalne

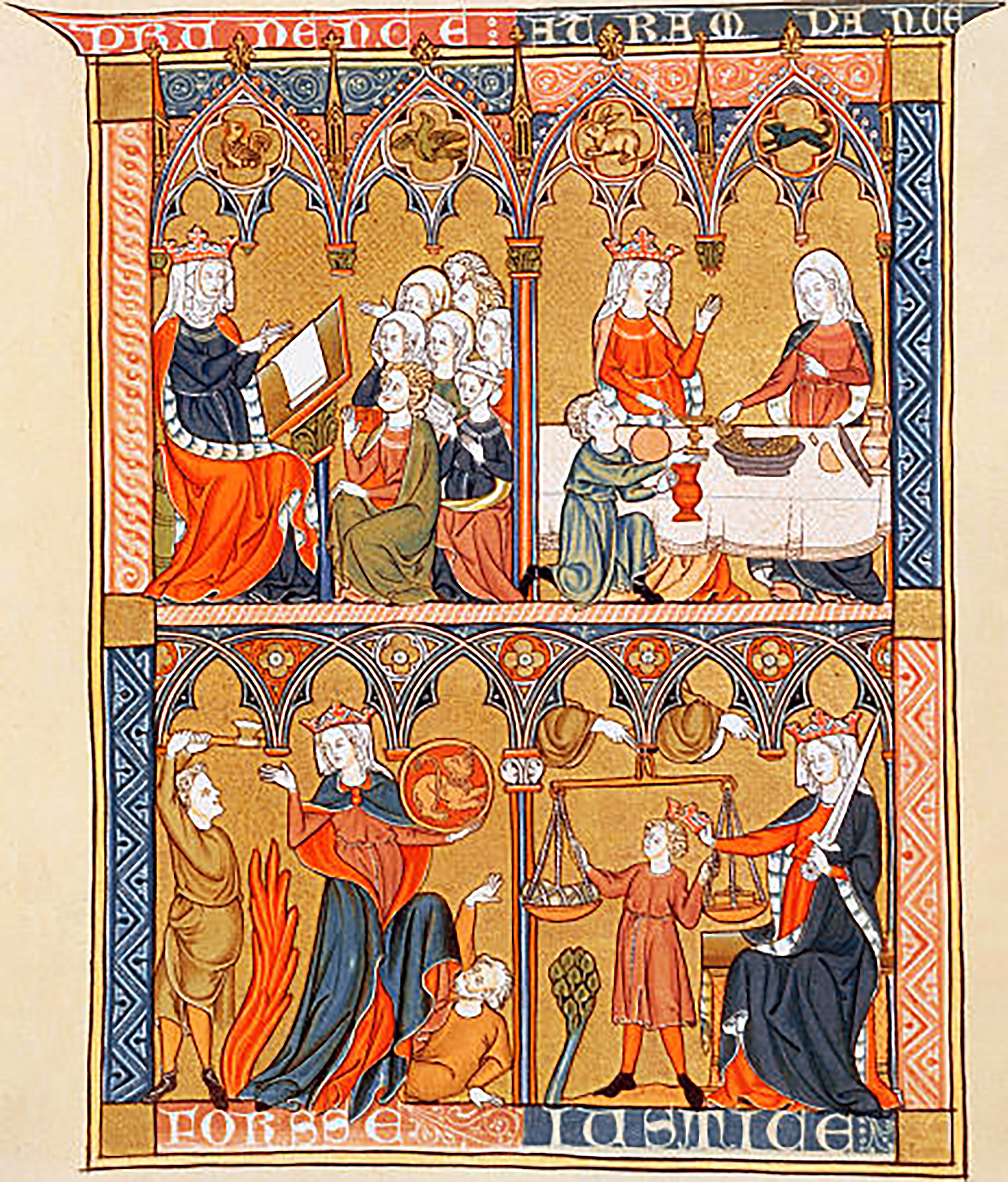
Cnoty kardynalne. Laurent d’Orléans, Iluminacja w La Somme le Roi (ok. 1290-1300).

Cnoty kardynalne (łac. cardo – zawias) – cztery cnoty moralne uznane w chrześcijaństwie za najważniejsze. Pozostałe cnoty wynikają z nich lub są nim podporządkowane.
Cnoty kardynalne to:
- roztropność (łac. prudentia),
- sprawiedliwość (łac. iustitia),
- umiarkowanie (łac. temperantia),
- męstwo (łac. fortitudo).

## Starożytne źródła
Cnota była centralnym pojęciem starożytnej etyki. Pisarze i filozofowie starożytni zestawiali cnoty ze sobą, wskazując ich wzajemne relacje i rangę oraz tworząc ich katalogi. Do V/IV w. p.n.e. zestawienia te były zróżnicowane i dopiero Platon przedstawił katalog czterech naczelnych cnót, który zyskał szerokie uznanie.

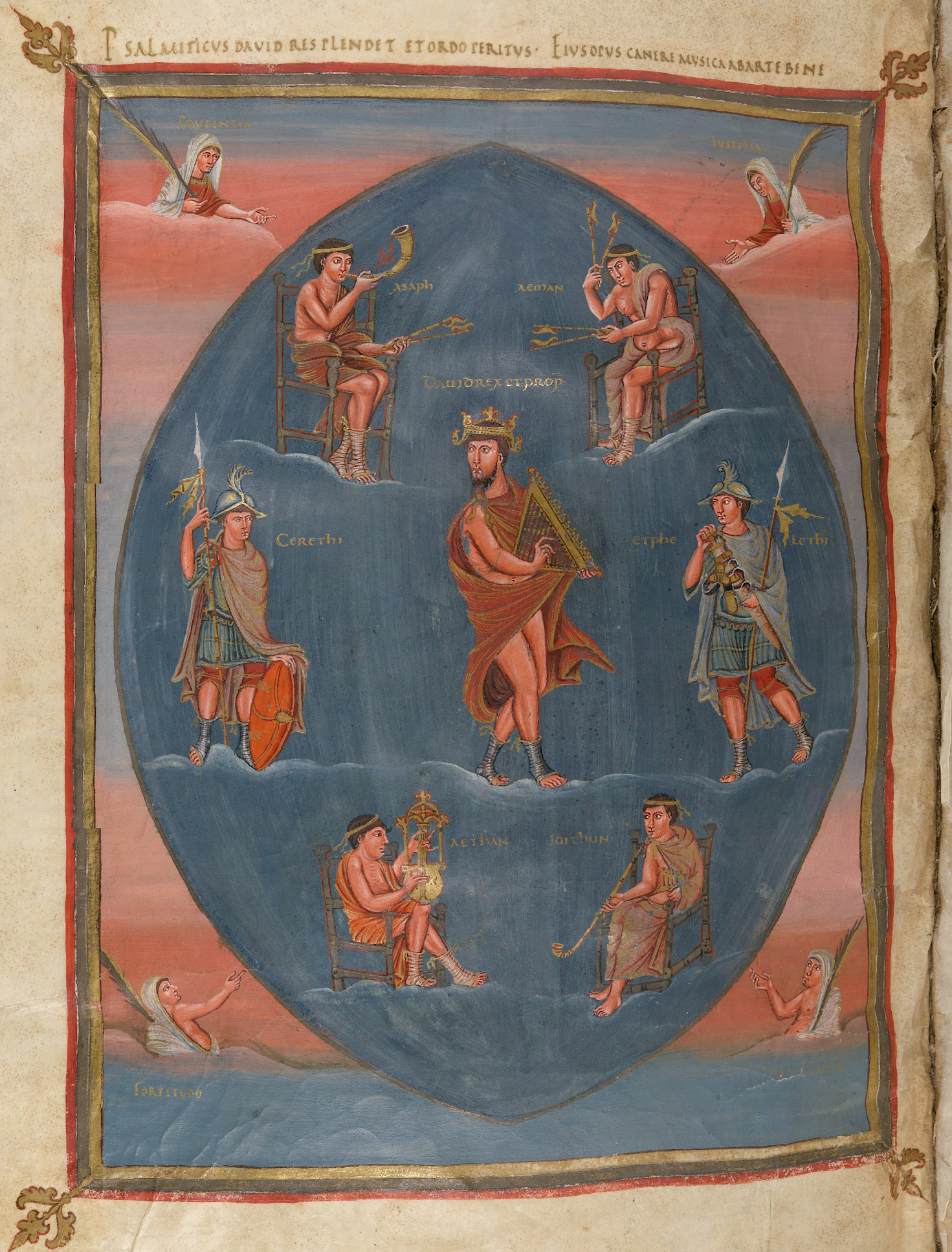
Najstarsze znane przedstawienie cnót kardynalnych – w rogach, bez atrybutów, otaczają króla Dawida. Biblia Viviana, ok. 845 r. n.e.

Platon przedstawił rozbudowaną koncepcję cnót moralnych, łączących je ze swoją koncepcją idei i życiem politycznym greckiej polis. To on, w IV księdze Państwa, ustalił listę czterech cnót naczelnych, które zarazem odpowiadały częściom duszy oraz stanom społecznym:
- mądrość (stgr. φρόνησῐς – fronesis lub stgr. σοφία – sophia) – odpowiada części rozumnej duszy, a w idealnym państwie stanowi filozofów;
- męstwo (stgr. ἀνδρεία – andreia) – odpowiada popędliwej części duszy i stanowi strażników;
- umiarkowanie (stgr. σωφροσύνη – sophrosyne) – odpowiada pożądliwej części duszy (panowaniu nad pożądliwością) i stanowi rzemieślników,
- sprawiedliwość (stgr. Δικαιοσύνη – dikaiosyne) – cnota harmonizująca pozostałe.

To zestawienie czterech cnót (Platon nie używał jeszcze pojęcia cnót kardynalnych) zostało przejęte przez późniejszych filozofów, a także przez chrześcijaństwo, choć treść niektórych z tych cnót uległa istotnym przemianom (sophrosyne w umiarkowanie). Platońską koncepcję czterech cnót naczelnych, którym pozostałe cnoty są podporządkowane, rozwijali stoicy. Wpływ autorów rzymskich był mniejszy. Dzięki jednak takim autorom jak Cyceron dokonała się latynizacja greckich cnót i w tej łacińskiej postaci zostały przyjęte w średniowieczu.
Odmienną od Platona koncepcję cnót przedstawił Arystoteles. Chociaż nie używał kategorii cnót głównych, to jego szczegółowe rozważania nad cnotami i ich redefinicje (jako cnót złotego środka) będą miały duży wpływ na średniowieczną filozofię chrześcijańską.

## Chrześcijańska filozofia moralna

### Historia

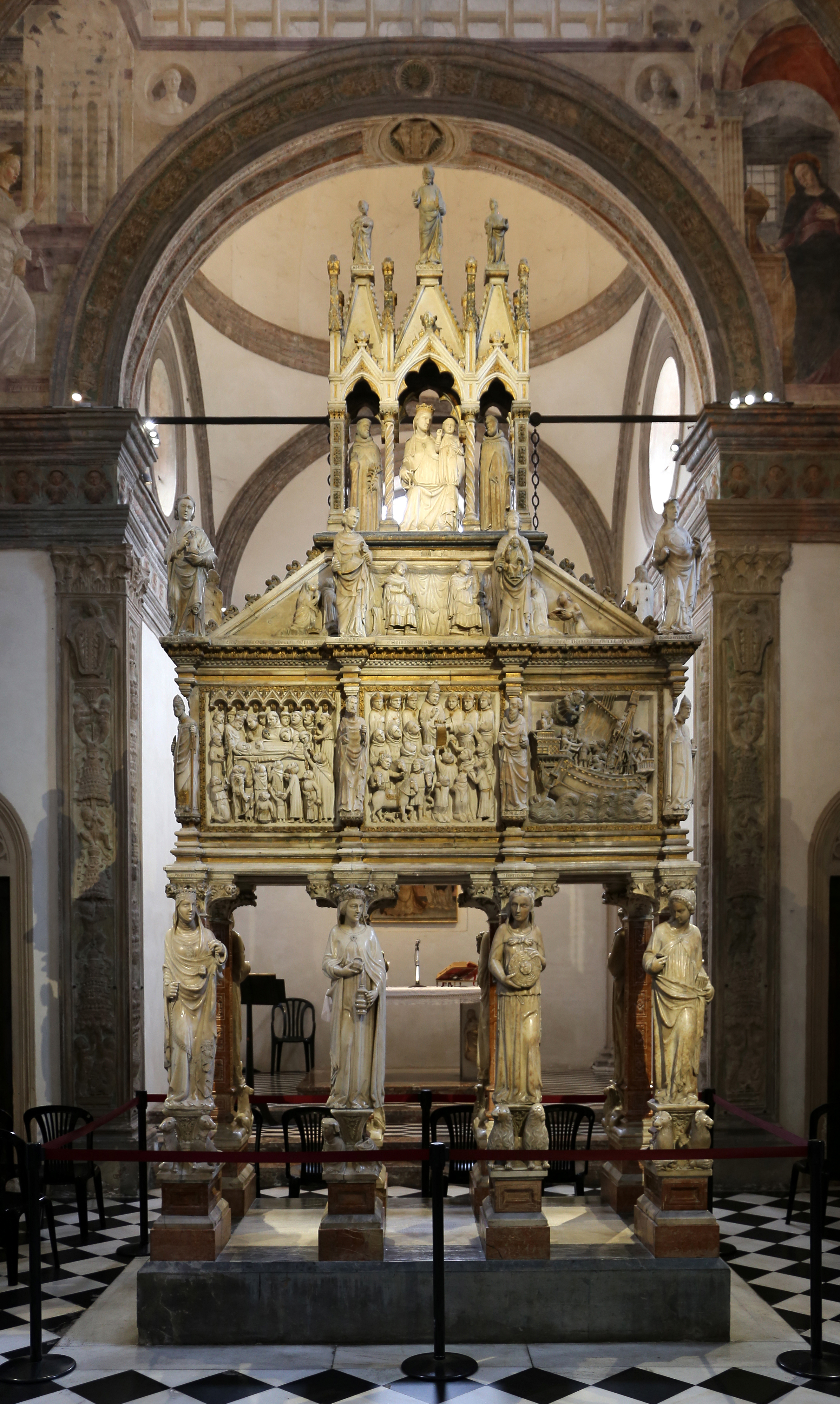
Grób św. Piotra z Werony. Sprawiedliwość (w koronie), Umiarkowanie (mieszająca wino z wodą), Męstwo (z tarczą, ubrana w skórę lwa), oraz Roztropność (z księgą, o dwóch twarzach). Z drugiej strony stoi Posłuszeństwo z trzema cnotami teologalnymi.

We wczesnym chrześcijaństwie doszło do recepcji niektórych idei etycznych filozofów starożytnych (przede wszystkim stoickich i platońskich).
Pierwszy raz nazwy „cnoty kardynalne” użył św. Ambroży w dziele De officiis ministrorum (napisanym po roku 386). Ambroży opierał się na De officiis Cycerona, jednak jego koncepcja cnót miała już ściśle chrześcijański charakter . Od tego czasu cnoty kardynalne były stałym tematem piśmiennictwa chrześcijańskiego, wykorzystywanym m.in. do alegorycznej interpretacji Pisma Świętego .
Rozwinęła się również teologiczna refleksja nad tymi cnotami. Augustyn z Hippony w dziele O obyczajach Kościoła Katolickiego i obyczajach manichejczyków (387-388) zinterpretował starożytne cnoty kardynalne jako formy miłości wobec Boga. Wskazał również, że cnoty nie mające związku z Bogiem nie są prawdziwymi cnotami, przez co ustalił nowe, różne od antycznych, podstawy chrześcijańskiej etyki cnót .
Od XII w. cztery cnoty kardynalne uzupełniano o trzy cnoty teologalne (wiara, nadzieja, miłość), wywodzące się z pism Pawła z Tarsu. Zaczęto też przeciwstawiać sobie siedem cnót i siedem grzechów głównych. Za sprawą scholastyki powrócono do analizy starożytnych tekstów poświęconych tej cnocie (w szczególności pism Cycerona i jego komentatorów, np. Marcjanusa Kapelli).
Bardzo wpływowe było ujęcie Tomasza z Akwinu, który w Sumie teologicznej podsumował średniowieczne piśmiennictwo i zdefiniował cztery cnoty kardynalne w następujący sposób :
- roztropność (prudentia) – prawy namysł[12], cnota w rozumie nakierowana na wolę, umiejętność właściwego postępowania[13],
- sprawiedliwość (iustitia) – prawy duch w działaniu, cnota odnosząca się do działań ukierunkowanych na innych, polegająca na oddawaniu temu, co komu się należy[14],
- umiarkowanie (temperantia) – przysposobienie ducha, wprowadzające umiar w uczuciach i działaniach[12], cnota powściągająca, ujarzmiająca[15],
- męstwo (fortitudo) – cnota duszy, nadająca jej stałość, odporność na trudy i przeciwności[12].

Cnoty kardynalne są wzajemnie powiązane i podporządkowane cnotom teologalnym.

### Katechizm Kościoła katolickiego
W Katechizmie Kościoła katolickiego (1992) cnoty kardynalne zostały określone jako cnoty ludzkie, które odgrywają kluczową rolę, a inne cnoty „grupują się wokół nich”:
- „Roztropność jest cnotą, która uzdalnia rozum praktyczny do rozeznawania w każdej okoliczności naszego prawdziwego dobra i do wyboru właściwych środków do jego pełnienia. [...] Dzięki tej cnocie bezbłędnie stosujemy zasady moralne do poszczególnych przypadków i przezwyciężamy wątpliwości odnośnie do dobra, które należy czynić, i zła, którego należy unikać.”[17],
- „Sprawiedliwość jest cnotą moralną, która polega na stałej i trwałej woli oddawania Bogu i bliźniemu tego, co im się należy. Sprawiedliwość w stosunku do Boga nazywana jest „cnotą religijności”. W stosunku do ludzi uzdalnia ona do poszanowania praw każdego i do wprowadzania w stosunkach ludzkich harmonii, która sprzyja bezstronności względem osób i dobra wspólnego.”[18]
- „Męstwo jest cnotą moralną, która zapewnia wytrwałość w trudnościach i stałość w dążeniu do dobra. Umacnia decyzję opierania się pokusom i przezwyciężania przeszkód w życiu moralnym. Cnota męstwa uzdalnia do przezwyciężania strachu, nawet strachu przed śmiercią, do stawienia czoła próbom i prześladowaniom. Uzdalnia nawet do wyrzeczenia i do ofiary z życia w obronie słusznej sprawy.”[19]
- „Umiarkowanie jest cnotą moralną, która pozwala opanować dążenie do przyjemności i zapewnia równowagę w używaniu dóbr stworzonych. Zapewnia panowanie woli nad popędami i utrzymuje pragnienia w granicach uczciwości.”[20]

## Ikonografia

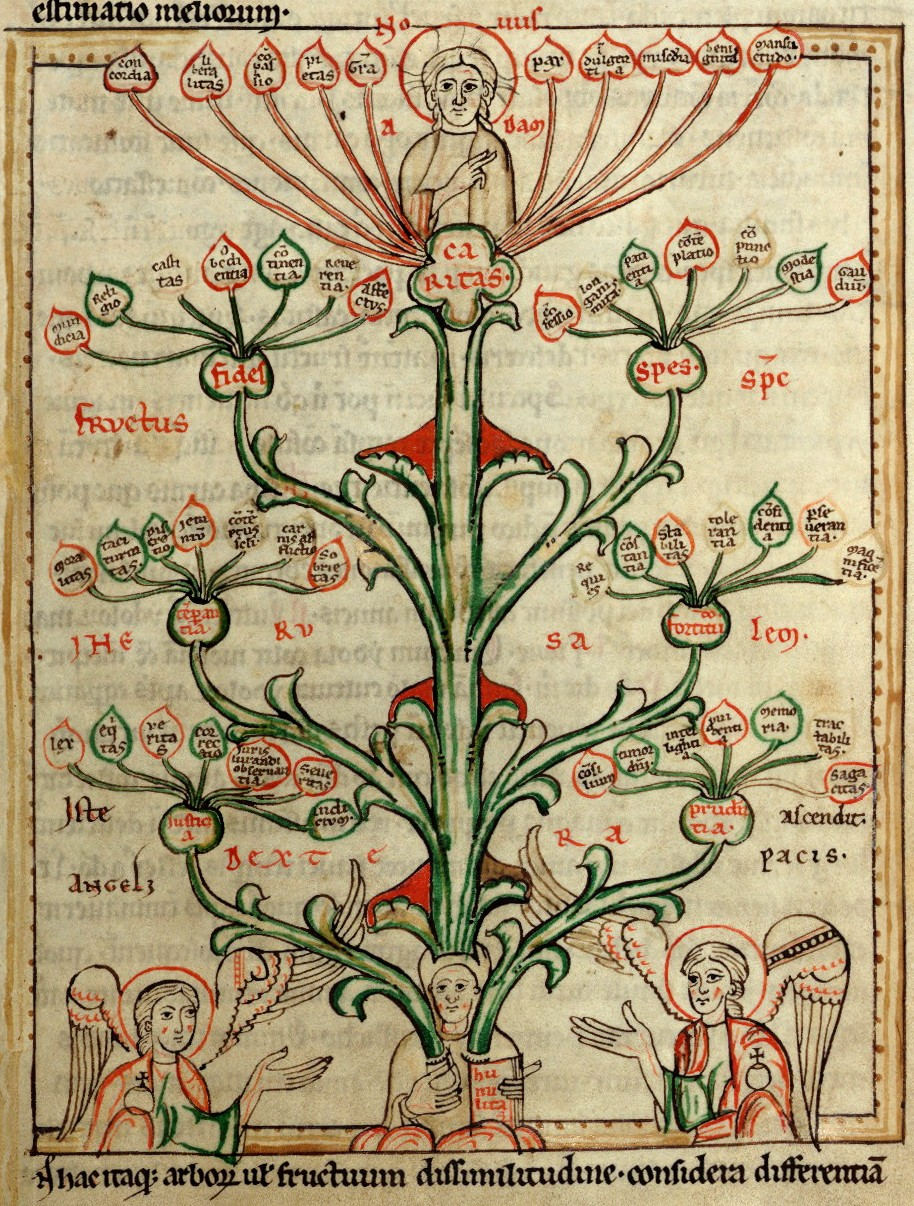
Drzewo cnót głównych. Cztery cnoty kardynalne umieszczone są niżej niż trzy cnoty teologiczne. Z każdej z cnót głównych wyrastają cnoty niższego rzędu. Speculum Virginum, XII w.

Wśród pierwszych chrześcijan (katakumby San Gennaro) cnoty przedstawiano jako kobiety w bieli przeciwstawiane wadom (kobietom w czerni). Ponieważ nie miały wyróżniających atrybutów, nie miały charakteru indywidualnego. Nabrały go dopiero w średniowieczu, kiedy przedstawienie czterech cnót kardynalnych stało się częstym motywem sztuki .
Cnoty kardynalne były często przedstawiane w sztuce średniowiecznej i nowożytnej, a sprawiedliwość i roztropność/mądrość również starożytności. Artyści przedstawiali każdą ze cnót kardynalnych z osobna, jak i wszystkie razem. Częste było również zestawianie cnót z wadami (szczególnie siedmioma grzechami głównymi), motyw ukształtowany w Pscyhomachii Prudentiusa (początek V w.n.e.).
Cnoty najczęściej są postaciami kobiecymi (choć przedstawienie ich jako postaci męskich lub grupy mężczyzn i kobiet nie były rzadkością).
Pierwsze przedstawienia czterech cnót pochodzą z okresu karolińskiego. Teodulf z Orleanu opisuje w wierszu (niezachowaną) płytę z pałacu w Akwizgranie, przedstawiającą drzewo, którego gałęziami były cnoty kardynalne (z typowymi dla nich atrybutami) i sztuki wyzwolone. Drzewo cnót (arbor virtutum) będzie w średniowieczu częstą formą obrazowania relacji między cnotami .
Cnoty kardynalne przedstawiano na iluminacjach w Bibliach, tekstach liturgicznych, modlitewnikach. W epoce karolińskiej umieszczano je w narożnikach strony umieszczone na medalionach, otaczające postać władcy lub króla Dawida (wzorca władców frankijskich). Najwcześniejszym znanym przykładem takiego przedstawienia jest Biblia Viviana (845-846).

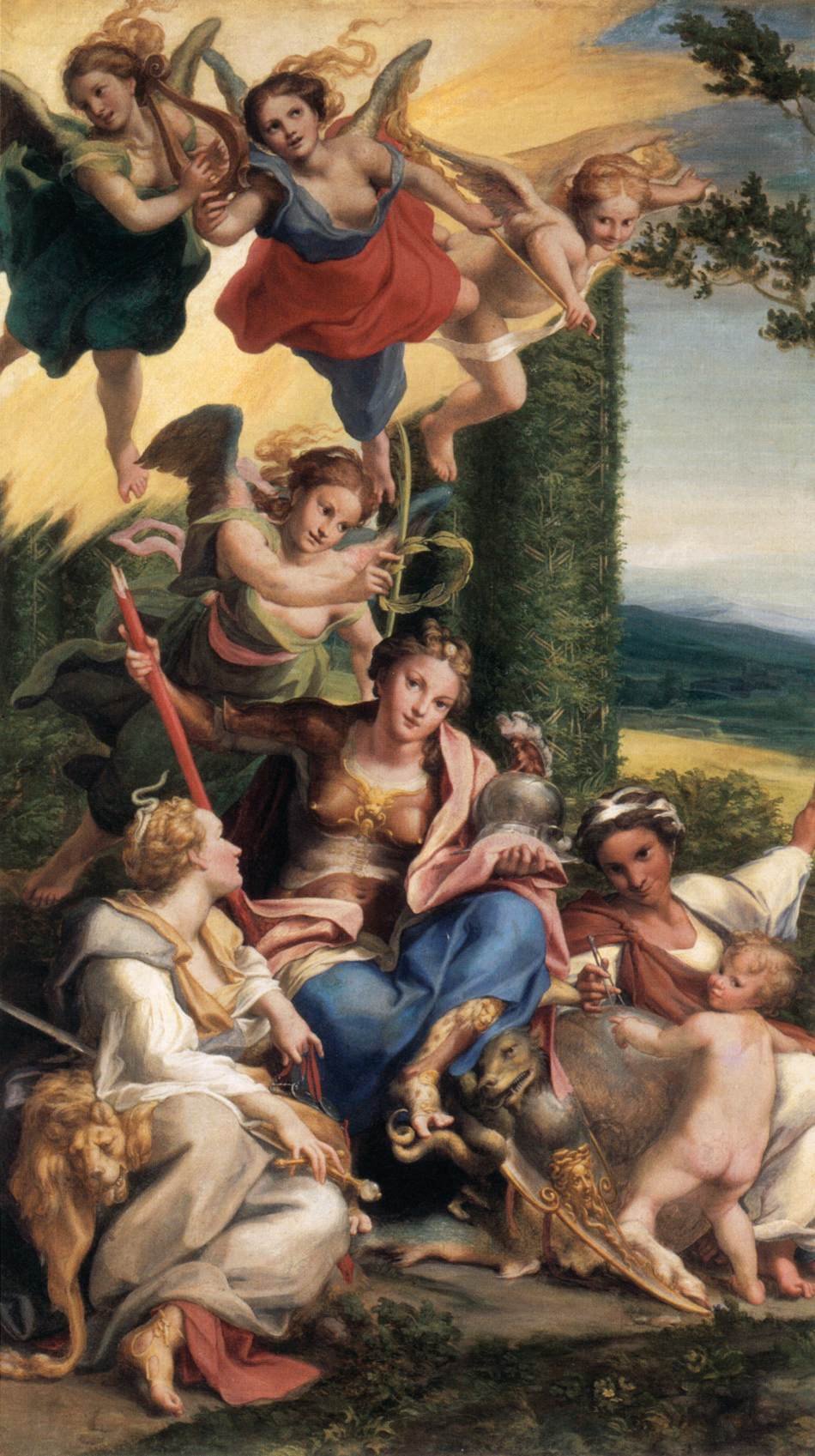
Alegoria cnoty. W tym późnorenesansowym obrazie cnoty nie są reprezentowane przez postacie kobiet, lecz przez liczne atrybuty (wąż, cyrkiel, miecz, uprząż, skóra lwa, tarcza i hełm). Antonio Allegri da Correggio, olej na płótnie, 1525.

W XI–XII w. przedstawienia cnót stały się bogatsze. Do prostego zestawu atrybutów (książka, tarcza, miecz, waga, uzda) zaczęto dodawać kolejne, np. zwierzęta symboliczne. W początkowym okresie cnoty ujeżdżają lub depczą zwierzęta (które symbolizują wady lub popędy). Od XV w. pojawiają się również zwierzęta symbolizujące same cnoty. W XII w. przedstawienia cnót zaczęto umieszczać na różnych przedmiotach związanych z religijnością: przenośnych ołtarzach, relikwiarzach, tabernakulach. Cnoty kardynalne zaczęto też wiązać z innymi tetradami (i symbolicznym znaczeniem liczby cztery), np. czterema rzekami wypływającymi z Raju, ewangelistami, ojcami Kościoła, porami roku.
Od XII w. spopularyzowało się też przedstawienie siedmiu cnót głównych (czterech cnót kardynalnych i trzech teologicznych), często przeciwstawianych siedmiu grzechom głównych. Od XIII w. powraca późnostarożytny topos psychomachii, gdzie poszczególne cnoty tryumfują nad odpowiadającymi im wadami czy grzechami. Od XIV w. przedstawienia cnót zaczęły się pojawiać również w sztuce sepulkralnej.
W XIV-XV w. we włoskich miastach artyści zaczęli nawiązywać do starożytnego znaczenia cnót, a przedstawienia i znaczenie cnót uległy częściowej sekularyzacji. Odchodzono do jednoznacznego kojarzenia ich z chrześcijaństwem i zaczęto podkreślać ich polityczne znaczenie. Z cnotami kardynalnymi zaczęto łączyć typowe postacie historyczne i biblijne, a także bóstwa z mitologii greckiej i rzymskiej.
W XVI przedstawienia cnót były już mocno świeckie i powiązane z życiem świeckim. Duży udział w rozwoju nowożytnej ikonografii miał w rozwój gatunku emblematu oraz dopisywanie symboliki do przedstawień heraldycznych, a później również malarstwa alegorycznego. Bardzo popularna Iconologia Cesarego Ripy (1593) była ważnym źródłem symbolicznych znaczeń dla artystów baroku.
Od XVIII w. alegorie cnót w sztuce stają się coraz mniej popularne.